# تاماس هورفاث (مغني)
تاماس هورفاث (بالمجرية: Horváth Tamás)‏ هو مغني مجري، ولد في 21 مارس 1992 في دوناوجفاروس (مدينة) في المجر.

## روابط خارجية
- تاماس هورفاث على موقع ميوزك برينز (الإنجليزية)
- تاماس هورفاث على موقع ديسكوغز (الإنجليزية)